# Jules Renkin
Jules Renkin, né le 3 décembre 1862 à Ixelles et mort le 15 juillet 1934 à Bruxelles, est un avocat, professeur et homme d'État belge. Commençant et terminant sa carrière politique en tant que député de l'arrondissement de Bruxelles, il occupe différents postes ministériels dont celui de ministre des Colonies de 1908 à 1918, et celui de Premier ministre de Belgique de 1931 à 1932. Son rôle en tant que Premier ministre se concrétise notamment par la mise en vigueur de certaines lois déterminantes de l'histoire linguistique belge.

## Biographie
De souche brabançonne Jules Laurent Jean Louis Renkin est le fils de Louis-Eugène Renkin et d'Adèle De Graef. Il naît dans une famille modeste à Bruxelles (dans la commune d'Ixelles) le 3 décembre 1862.

### Jeunesse et études
Jules Renkin suit ses études secondaires au Collège Saint-Michel à Bruxelles, d'où il sort premier de rhétorique. À cette époque, il s'intéresse déjà aux problèmes politiques et s'adonne à des recherches historiques. Il est décrit comme un grand liseur, un lettré et un humaniste.
Il poursuit son cycle d'études dans la branche du droit au sein de l'Université Catholique de Louvain, où il entame plus tard un doctorat en droit soutenu le 31 juillet 1884. Au mois de septembre de la même année, alors âgé de 22 ans, il rejoint le barreau de Bruxelles où il se démarque par son caractère franc auquel le roi Léopold II, notamment, y fera référence .

### Vie privée
Il se marie avec Emma Van Hamme (née en 1859 et morte le 28 juin 1933, à l'âge de 74 ans) et ensemble, auront deux enfants. L'aîné, Paul Renkin, poursuit une carrière militaire en tant que lieutenant mais meurt très jeune sur le champ de bataille le 24 avril 1915 à  Stuivekenskerke. Quant au cadet, Jean-Jacques Renkin, il suit les traces de son père en exerçant une carrière d'avocat au barreau.

## Ses débuts en politique
Jules Renkin commence sa carrière professionnelle en tant qu'avocat et professeur à l'Université catholique de Louvain. C'est au cours de la lutte des partis en 1882 qu'il voit sa carrière politique se développer et il se fait très vite une place parmi les espoirs de la Jeune Droite.
Il abandonne cependant très vite l'Université Catholique de Louvain pour se concentrer sur la rédaction de doctrines politiques, lesquelles sont orientées sur la question juridique et sociale .
Lors de la conférence du Jeune barreau de Bruxelles le 7 novembre 1891, il tient un discours intitulé « De la limitation de la journée de travail », sujet très controversé à l'époque. Il y dénonce les conditions de travail défavorables pour les employés, et y prône l'intervention de l'État dans l'économie. Selon lui: « La limitation de la journée de travail ne peut être considérée assurément comme la solution de la question sociale, mais elle est la condition de tous les progrès » . On y trouve ainsi le germe du progrès social. Ce discours fait par ailleurs écho à l'encyclique Rerum Novarum sur la condition des ouvriers promulguée le 15 mai 1891 par le Souverain Pontife Léon XIII.
En outre, Jules Renkin est un des pionniers de la démocratie chrétienne. Il fonde avec Henry Carton de Wiart, Léon de Lantsheere, Firmin van den Bosch et quelques collaborateurs le journal « L'Avenir Social », auquel succéda en 1895 « La justice sociale ». Ainsi, il se concentre sur des idées démocratiques chrétiennes, mais il s'intéressera également au mouvement d'expansion coloniale fraîchement né durant les années qui précéderont la Première Guerre mondiale .
De 1895 à 1907, Renkin est conseiller communal de la commune d'Ixelles. Membres du Parti catholique, Jules Renkin, ainsi que Joris Hellepute, Arthur Verhaegen et Henry Carton de Wiart, fondent un groupe démocrate-chrétien, prenant le relais de vieille droite dirigée jusqu'alors par Charles Woeste. La création de ce groupe assurera le succès des réformes sociales, du service personnel et militaire et de la représentation proportionnelle. En 1896, le groupe démocrate-chrétien prend officiellement place à la Chambre des Représentants. Renkin commence par la même occasion sa carrière de député de l'arrondissement de Bruxelles, poste qu'il occupera jusqu'à la fin de sa vie.
Par la suite, Renkin provoque la démission du général Brassine (ministre de la Guerre sous les gouvernements de Burlet - 1894-1896 - et de de Smet de Naeyer I - 1896-1899), le 11 novembre 1896, lassé des reports incessants de vote sur ses projets de réforme de l'armée. En effet, il voulait imposer le service personnel comme condition au service militaire jusqu'alors organisé par tirage au sort .
Renkin devient ainsi un soutien politique important au roi Léopold II et au comte de Smet de Naeyer par son dévouement pour la politique d'élargissement des effectifs armés, bien que dès 1902, il sera victime de critiques pour son adhésion à de tels projets .

## Sa carrière ministérielle
C'est sous le gouvernement de Jules de Trooz que la carrière ministérielle de Jules Renkin démarre. Le 2 mai 1907, il obtient le poste de ministre de la Justice, poste qu'il conservera jusqu'en 1908. C'est en cette qualité qu'il assume la charge de préparer et de faire voter la reprise de l'État indépendant du Congo par la Belgique. Le 30 octobre 1908, le roi Léopold II le désigne comme premier ministre des Colonies, en reconnaissance des services rendus, et Renkin accepte cette nouvelle fonction qu'il exercera de 1908 à 1918. Le 15 novembre 1908, la Belgique devient officiellement souveraine du territoire congolais, et Renkin prend ainsi en charge son administration.

### Ministre des Colonies (1908 à 1918)
Lors des débats de 1908 concernant l'annexion du Congo à la Belgique, Jules Renkin, en tant que ministre de la Justice, est chargé de défendre devant le Parlement le traité de cession et la loi organique, nommée par la suite « Charte du Congo belge ». Son discours lui vaut ainsi de devenir le premier titulaire du portefeuille des Colonies . Dans la conclusion de son discours, il dira notamment : « Nous n'aspirons pas à jouer le rôle d'une grande puissance. Mais nous sommes une nation industrielle. De larges débouchés sont indispensables à la prospérité de nos industriels dont dépend le pain de nos travailleurs ».
En effet, le roi Léopold II insiste fort pour que Jules Renkin abandonne son poste de ministre de la Justice au profit de sa nouvelle fonction de ministre des Colonies. En acceptant cette charge, il cesse d'être un homme de parti et commence à envisager ce que l'immense colonie, qu'il gère désormais, peut apporter à la richesse et à la croissance de l'État belge. Son intention colonialiste se résume en ces quelques mots : « Nous devons assurer au Congo la civilisation. C'est vers ce but que tous nos efforts doivent tendre. Le reste nous sera donné de surcroît ».
Sa première action en tant que ministre des Colonies est de partir au Congo, accompagné de sa femme et du président honoraire du conseil académique, le Dr Rodhain. Il y rencontrera le Prince Albert (futur roi Albert Ier). Il commence par y séjourner cinq mois en 1909. En octobre de cette même année, il soumet des réformes destinées à réorganiser l'administration et à exploiter les ressources de la colonie belge, tout en exigeant le respect des droits et des intérêts des indigènes  dont les manquements ont poussé la Belgique à annexer le Congo .

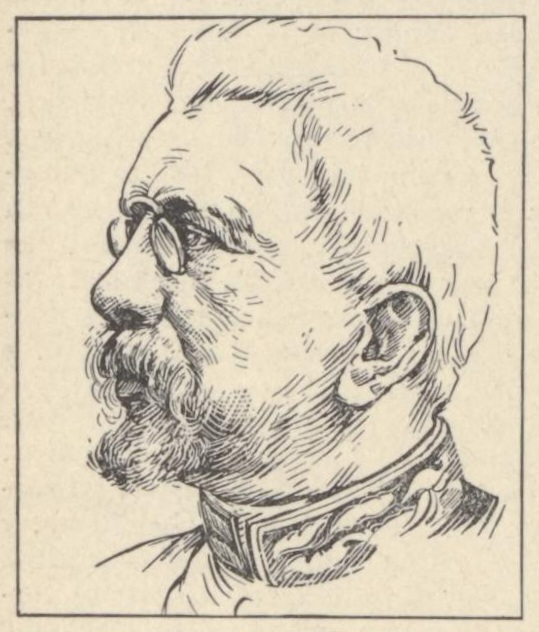
Jules Renkin

Jules Renkin adopte de nombreux décrets, en particulier en 1910, lesquels seront considérés comme d'importantes avancées au niveau de l'administration de la colonie. Parmi ceux-ci, un décret du 22 mars 1910 encadre la récolte des produits domaniaux. Deux autres décrets sont adoptés le 2 mai 1910, l'un réorganisant le système des chefferies indigènes et instaurant le régime de l'administration indirecte, l'autre abolissant l'impôt du travail. Enfin, le décret du 17 août 1910 consacre un dispositif de protection à destination des indigènes qui s'engagent au service des maîtres européens. À son retour en Belgique, il exécute encore d'autres réformes comme la réduction des grandes concessions, l'application d'un système de large liberté commerciale, l'introduction de la monnaie et la suppression de l'impôt en nature.
L'Acte de Berlin, fruit de la Conférence de Berlin de novembre 1884, est empreint de l'idée du maintien de la paix en Afrique centrale . Cet acte proclame en effet la neutralité du Congo belge en période de guerre. Mais dès août 1914, le Congo entre en guerre et la Belgique se retrouve sous le contrôle des Allemands. Ainsi, le rôle de Jules Renkin en tant que ministre des Colonies prend une importance particulière. Le gouvernement se replie à Anvers, puis à Ostende pour enfin de retrouver pendant cinq ans en exil au Havre en France. Le roi Albert Ier se trouvent retenu sur le front de l'Yser, Jules Renkin, alors isolé du reste des institutions belges, est mis sous pression par les forces des colonies allemandes frontalières au Congo belge et se retrouve à devoir gérer une immense colonie . Il remplit son rôle en télégraphiant au gouverneur général les ordres à suivre et en assurant la position du Congo dans le conflit. C'est ainsi qu'il devient un des acteurs majeurs du conflit dans les colonies.
Les Allemands démarrent un conflit en août 1914 en bombardant des villages et en coupant une ligne télégraphique près d’Uvira. Plus tard ils bombardent aussi Lukuga, un port belge du Tanganyika. Renkin ne tarde pas à réagir, et le 27 août 1914, il délibère avec le roi pour constituer un programme d’action. Le 28 août 1914, Renkin propose une coopération offensive et défensive avec les alliés, laquelle est tout de suite acceptée par le roi Albert Ier. Le même jour, il envoie un télégramme au colonel Tombeur, gouverneur du Katanga, et lui ordonne de défendre à tout prix le territoire. Pour ce faire, le gouverneur est autorisé à laisser entrer l’armée anglaise et engager les troupes belges et britanniques dans une action offensive. Des directives similaires sont envoyées au gouverneur général du Congo. Face à des défaites sur le champ de bataille, Renkin ne désire pas perdre la face et continue à développer les grands travaux en construction tels que les chemins de fer. Il décide de continuer à apporter une aide militaire à ses alliés, sans en demander lui-même. Ainsi, les troupes belges apportent une aide aux troupes françaises durant la campagne du Cameroun vers la fin du mois de septembre 1914, mais également aux Anglais en Rhodésie du Nord.
Renkin désirait depuis longtemps conclure une alliance militaire avec le gouvernement britannique. Cette alliance aurait permis non seulement de repousser les derniers colonisateurs allemands, mais aussi d’assurer la position diplomatique de la Belgique en Afrique. Cette alliance ne se faisant pas, Renkin prend lui-même l’initiative et fait passer un programme d’action destiné à lancer une offensive en été 1915 contre l'Afrique orientale allemande. Pour réarmer la Force publique du Congo, Renkin achète 15000 fusils gras en France, 110 mitrailleuses de type Kolt et Hotchkiss, quatre batteries de canon de montagne de 75 mm Saint-Chamond et quelque mortiers de tranchée Van Deuren, des munitions, une aviation de guerre, etc.. Renkin travaille en partenariat avec le colonel Tombeur. Ce dernier a pour mission de mener les opérations militaires contre les Allemands, tandis que Renkin est chargé de rassembler et d'envoyer tout le matériel et les soldats nécessaires sur le champ de bataille. De nombreuses entreprises coloniales naissent de ce partenariat.
La campagne d'Afrique de l'est conduite par le général Tombeur aboutit à la bataille de Tabora qui voit la victoire des troupes belges sur les Allemands et la conquête du Ruanda-Urundi. La politique militaire de Jules Renkin, accompagnée de l’aide du colonel, devenu général Tombeur, a ainsi permis à la Belgique non seulement conserver un territoire énorme « peuplé de huit millions d’hommes, étendu de 200 000 kilomètres carrés, plus de six fois la Belgique, et à peu près la moitié de la Prusse » mais aussi d'intégrer le Ruanda-Urundi dans l'Empire colonial belge. Jules Renkin remerciera d’ailleurs le général Tombeur pour son aide lors d’un discours qu’il tiendra en 1917.
À la fin de la Première Guerre mondiale, le Parti catholique belge perd sa majorité absolue qu’il avait presque eue à chaque législature depuis la fin de l’unionisme. Ainsi, l'on passe de gouvernements à parti unique à un régime de coalition gouvernemental dans lequel les partis libéraux et catholiques, voire aussi les socialistes, s’allient d’un commun accord. Après avoir fait ses preuves en tant que ministre des Colonies, Renkin obtient, le 21 novembre 1918, le poste de ministre des Chemins de fer, Postes et Télégraphes qu'il exercera sous le gouvernement catholique-libéral-socialiste de Delacroix. Il est entre autres chargé de réorganiser tout le trafic qui a été abîmé et supprimé durant la guerre. Bien avant de se voir confier cette tâche, Renkin s'intéresse déjà à la question des chemins de fer et écrit en 1904 un article intitulé « Les chemins de fer de l'État belge » où il fait état de la situation financière de ce secteur à l'époque.
Le 2 décembre 1919, le roi Albert I lui confie ensuite, sous le même gouvernement, le poste de ministre de l'Intérieur de 1919 à 1920. Il a alors pour mission de relever les services publics et d'assurer la reconstruction des régions dévastées. En outre, il est honoré la même année du titre de ministre d'Etat. Cependant, à la suite de désaccords avec son gouvernement, lors d'un discours, Renkin est contraint de démissionner de ses fonctions ministérielles le 2 juin 1920.

### Premier ministre (1931 à 1932)

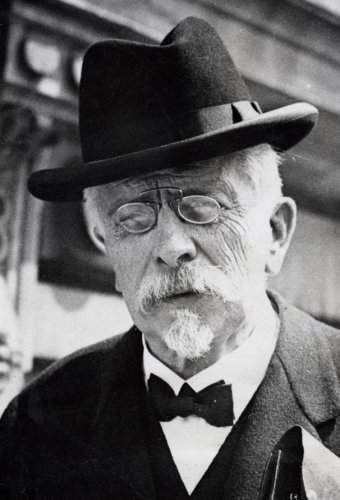
Jules Renkin (1931).

Le 7 juin 1931, Renkin est nommé Premier ministre. Il forme le Gouvernement Renkin, un gouvernement libéral-catholique de 1931 à 1932, après que le Premier ministre Henri Jaspar ait quitté sa fonction le 5 juin 1931. Il lui était cette fois demandé de sauver la Belgique de la crise économique. Durant cette même période, il s'était également vu à nouveau investir du poste de ministre de l'Intérieur, ainsi que celui de la Santé publique et, plus tard, des Finances.
Durant les années 1930, la Belgique est traversée par une crise linguistique, qui n’était plus survenue depuis l’instauration du bilinguisme au XIXe siècle. Une tendance marquante pousse les Flamands à l’unilinguisme, « formule fatale aux Flamands francophones, énergiquement combattue par l'élément bruxellois mais appuyée avec enthousiasme par les Wallons ». Dans ce sens, la loi du 5 avril 1930 instaurera la flamandisation intégrale de l’Université de Gand. Dans l’optique de redresser la situation à cet égard, quatre lois sont votées.
Le 28 juin 1932, une première loi est votée et concrétise la séparation des services en deux catégories, francophone et flamande. Le 14 juillet 1932, une seconde loi entre en vigueur pour appuyer le principe par lequel la langue pratiquée dans la région correspond à la langue scolaire. Il s’agit par là de diminuer le pouvoir du père de famille qui, autrefois, primait dans le choix de la langue de l’instruction. Une exception à ce principe intervient cependant dans l’agglomération bruxelloise et dans les zones à la frontière linguistique, selon laquelle la langue maternelle doit être celle de l’enseignement. Le 14 juillet 1932, une troisième loi voit le jour et concerne l’enseignement moyen, laquelle suit les mêmes principes que celles évoquées ci-dessus. Enfin, une quatrième loi introduit le bilinguisme dans toutes les communes de l’agglomération de Bruxelles, pourvu qu’il y ait une minorité linguistique qui s’élève à au moins 30% des votes.
Le gouvernement de Renkin fait face à la crise économique qui touche la Belgique à cette période en imposant des mesures impopulaires visant à faire payer au peuple les frais de la crise. En 1932, le gouvernement tombe et Renkin perd, par la même occasion, la confiance du Roi. Il démissionne le 18 octobre 1932.
Rattrapé par sa mauvaise santé, il est contraint de mettre un terme à sa carrière ministérielle. Il reprend alors sa place au barreau et au Parlement jusqu'à son décès.
Il décède le 15 juillet 1934 à Bruxelles, à l'âge de 71 ans. Ses funérailles sont célébrées le 20 juillet 1934 à la cathédrale Saints-Michel-et-Gudule de Bruxelles.

## Distinctions
Parmi les nombreuses distinctions belges et étrangères, il a été fait,:
- Grand cordon de l'ordre de Léopold  (le 26 novembre 1932) ;
- Grand-croix de l'ordre de la Couronne ;
- Grand-croix de l'ordre de l’Étoile africaine ;
- Médaille civique de 1re classe ;
- Médaille commémorative du Centenaire ;
- Grand-croix de la Légion d'honneur (France) ;
- Grand-croix de l'ordre de Saint-Grégoire-le-Grand (Vatican) ;
- Grand-croix de l'ordre d'Isabelle la Catholique (Espagne) ;
- Ordre de l'Empire britannique à titre civil : Grand-croix (Royaume-Uni) ;
- Grand-croix de l'ordre de la Couronne d'Italie ;
- Grand-croix de l'ordre du Christ (Portugal) ;
- Grand-croix de l'ordre de l'Étoile de Roumanie ;
- Grand-croix de l'ordre du Lion et du Soleil (Iran) ;
- Officier de l'ordre du Sauveur de Grèce.

### Ouvrages
- F. Dellicour, « Renkin », dans Biographie coloniale belge, t. IV, Bruxelles, Académie Royale des Sciences Coloniales, 1955 (lire en ligne), p.747-753.
- Pascal Delwit, La vie politique en Belgique de 1830 à nos jours, Édition de l’Université Libre de Bruxelles, Bruxelles, 2012.
- LAUDE (N.), In memoriam "ministre Jules Renkin" : discours à la séance académique de reprise des cours, Anvers, Etablissement Graphica, 1955, 7 p.
- Miles, Jules Renkin et la Conquête africaine, Bruxelles et Paris, G. Van Oest & Cie, coll. « Les Cahiers belges » (no 7), 1917, 35 p. (lire en ligne).
- J. Renkin, Après la victoire de Tabora : le général Tombeur reçu à Sainte-Adresse par le gouvernement belge, Bruxelles, 1917, 15 p..
- J. Renkin, De la limitation de la journée de travail: Conférence du Jeune Barreau de Bruxelles: discours, Bruxelles, Larcier, 1891, 40 p..
- J. Renkin, La question du Congo, Bruxelles, J. Pirard, 1908, 64 p..
- J. Renkin, Les chemins de fer de l'État belge, Bruxelles, Goemare, 1904, 84 p..
- G. Van Der Kerken, La politique coloniale belge, Anvers, Édition Zaïre, 1943.
- Vanthemsche, Le Congo belge pendant la Première Guerre mondiale. Les rapports du Ministre des Colonies Jules Renkin au roi Albert Ier. 1914-1918, Bruxelles, Commission Royale d'Histoire, 2009, 241 p.

### Autres
- Notices d'autorité :   - VIAF
  - ISNI
  - BnF (données)
  - IdRef
  - LCCN
  - GND
  - Belgique
  - WorldCat
- Ressource relative à plusieurs domaines :   - ODIS
- Notice dans un dictionnaire ou une encyclopédie généraliste :   - Deutsche Biographie